# Bahamas en los Juegos Olímpicos de Montreal 1976
Bahamas estuvo representada en los Juegos Olímpicos de Montreal 1976 por un total de 11 deportistas que compitieron en 3 deportes.  
El portador de la bandera en la ceremonia de apertura fue el atleta Michael Sands. El equipo olímpico de Bahamas no obtuvo ninguna medalla en estos Juegos.